# Iuri Senkevici
Iuri Alexandrovici Senkevici (în rusă Юрий Александрович Сенкевич; n. 4 martie 1937, Choibalsan, Dornod-Aimag, Republica Populară Mongolă – d. 25 septembrie 2003, Moscova, Rusia) a fost un medic sovietic, care a devenit faimos în URSS și în lume prin participarea sa la Expedițiile Ra I și Ra II (1969-1970), în cadrul căreia a navigat pe Oceanul Atlantic făcând parte din echipajul condus de către norvegianul Thor Heyerdahl.

## Biografie
Iuri Alexandrovici Senkevici s-a născut la data de 4 martie 1937 în orașul Bain Tumen (astăzi Choibalsan) (Mongolia) din părinți de origine poloneză. Tatăl său era medic. În anul 1960, a absolvit Academia de Medicină Militară din orașul Leningrad (astăzi Sankt Petersburg). După absolvire, a lucrat ca medic militar. În anul 1975 a obținut titlul de candidat în științe medicale, iar ulterior și pe cel de doctor în medicină.
În anul 1962, Senkevici și-a început activitatea la Institutul de Medicină a Aviației și Cosmonauticii din Moscova, institut ce aparținea de Ministerul Apărării al Uniunii Sovietice. În septembrie 1965 a fost selectat drept candidat cosmonaut în echipajul misiunii biomedicale Voshod 5, specializându-se în cercetări legate de starea de accelerație și de imponderabilitate.
Și-a continuat cariera în domeniul medical la Institutul de Probleme Medicale și Biologice din cadrul Ministerului Sănătății Publice. În perioada 1966 - 1967, el a participat la cea de-a 12-a expediție antarctică sovietică pe stația de cercetări Vostok, aflată la aproximativ 3.000 metri deasupra nivelului mării, chiar pe calota de gheață a Polului Sud unde temperatura scădea până la -100°. În calitate de medic al expediției, el a studiat efectele asupra sănătății exercitate de către traiul în izolare.
În anul 1969, exploratorul norvegian Thor Heyerdahl l-a invitat (ca urmare a recomandării președintelui Academiei de Științe a URSS, Mstislav Keldysh) pe Senkevici să navigheze pe nava de papirus Ra și apoi, în urma eșuării primei expediții, pe nava de papirus Ra II (1970), cu care a călătorit din Maroc și până în Barbados, traversând Oceanul Atlantic. De asemenea, Iuri Senkevici a navigat alături de Heyerdahl și în expediția Tigris (1977-1978), în apele Oceanului Indian. În aceste expediții, rolul său a fost cel de medic al expediției.
În anul 1973, Senkevici și-a început o carieră la televiziunea națională sovietică, ca prezentator al emisiunii Clubul Exploratorilor (Клуб путешественников). Timp de 30 de ani, el a vizitat în calitate de jurnalist mai mult de 200 țări. În anul 1980 a fost membru al primei expediții sovietice pe Muntele Everest.
Pentru contribuția sa de o lungă perioadă în domeniul televiziunii, în anul 1997, el a obținut Premiul „Taffy”, un premiu decernat de către Academia rusă de televiziune. Iuri Senkevici se află în Cartea Recordurilor (Guinness Book of Records) în calitate de cel mai vechi prezentator al unei emisiuni TV.
De asemenea, a jucat în câteva filme, renumit fiind filmul documentar Ra (1972), în care și-a interpretat propriul rol. În anul 1999 și-a publicat cartea de memorii intitulată O călătorie de-o viață. Iuri Senkevici a încetat din viață la data de 23 septembrie 2003 în orașul Moscova, în urma unui atac de cord.

## Filmografie
- Ra (1972) - el însuși
- Rusalocika (1976) - Printz
- Liumi (1991) - directorul Televiziunii
- Streleț neprikaianni (1993) - Gora